# Manot
Manot ist eine französische Gemeinde mit 548 Einwohnern (Stand: 1. Januar 2022) im Département Charente in der Region Nouvelle-Aquitaine (vor 2016 Poitou-Charentes); sie gehört zum Arrondissement Confolens und zum Kanton Charente-Vienne. Die Einwohner werden Manotais genannt.

## Geographie
Manot liegt etwa 55 Kilometer nordöstlich von Angoulême an der Vienne und wird umgeben von den Nachbargemeinden Ansac-sur-Vienne im Norden, Saint-Maurice-des-Lions im Nordosten, Chirac im Osten, Exideuil-sur-Vienne im Südosten, Terres-de-Haute-Charente im Süden, Westen und Südwesten sowie Ambernac im Nordwesten.

## Bevölkerungsentwicklung
| Jahr                       | 1962 | 1968 | 1975 | 1982 | 1990 | 1999 | 2006 | 2019 |
| Einwohner                  | 701  | 681  | 672  | 590  | 584  | 576  | 589  | 540  |
| Quellen: Cassini und INSEE |      |      |      |      |      |      |      |      |

## Sehenswürdigkeiten
- Kirche Saint-Martial, Monument historique seit 1985

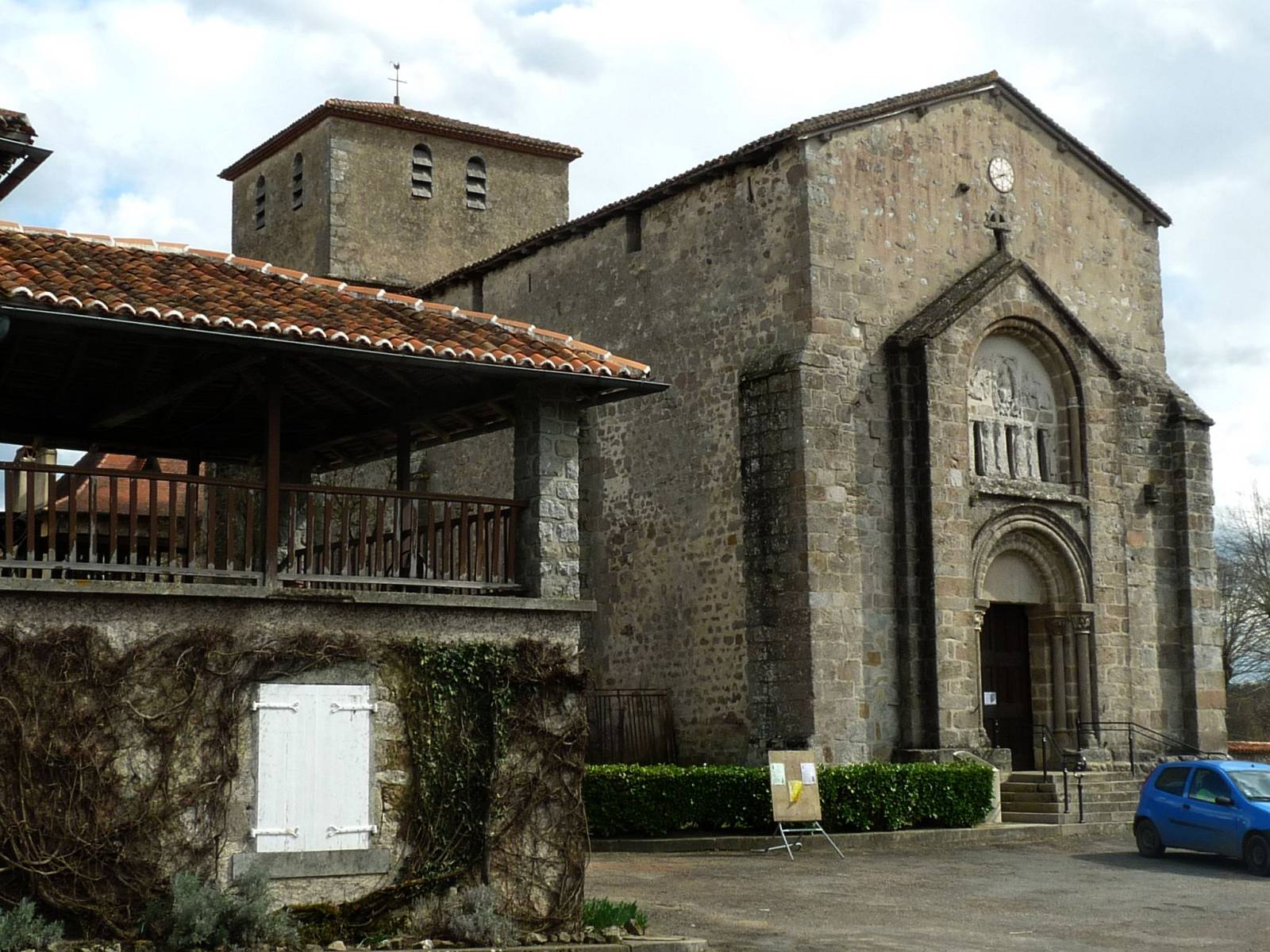
Kirche Saint-Martial

- mittelalterliche Ortsbefestigung